# Стравиња (ТВ филм)
Стравиња је југословенски телевизијски филм из 1968. године. Режирао га је Небојша Комадина а сценарио је написао Златко Томичић

## Улоге
| Глумац          | Улога |
| --------------- | ----- |
| Карло Булић     |       |
| Капиталина Ерић |       |
| Ирена Колесар   |       |
| Невенка Микулић |       |
| Ђорђе Пура      |       |
| Добрила Стојнић |       |